# Caroline van Nieuwenhuyze-Leenders
Caroline van Nieuwenhuyze-Leenders (Rotterdam, 12 september 1967) is een voormalig Nederlands hockeyster, Zij speelde 75 officiële interlands voor de Nederlandse vrouwenhockeyploeg tussen 1987 en 1992 en scoorde twee doelpunten. De beste prestatie was goud op het wereldkampioenschap van 1990 in Australië. Ze maakte deel uit van de Olympische dameshockeyploeg tijdens de Spelen in Barcelona in 1992.
Van Nieuwenhuyze kwam uit voor Tempo '34, HC Rotterdam, Amsterdam H&BC en HGC. Ze werd tweemaal landskampioen met Amsterdam en ook tweemaal met HGC. Na haar carrière als speelster heeft zij zeven jaar voor de Koninklijke Nederlandse Hockey Bond gewerkt, waar zij bondscoach was van de Nederlandse meisjes A en Jong Oranje. Met Jong Oranje werd zij in 1997 wereldkampioen in Seoul. Als clubcoach was ze onder meer coach van de dames van HC Rotterdam, Laren, HV Victoria en HDM.
Anno 2013 is zij actief als hoofdtrainster bij HC Voorne, waar zij de trainers en coaches van de club ondersteunt en begeleidt door middel van cursussen en clinics.
Carina Benninga · 
Carina Bleeker · 
Annemieke Fokke · 
Noor Holsboer · 
Danielle Koenen · 
Helen Lejeune-van der Ben · 
Jeannette Lewin · 
Caroline van Nieuwenhuyze-Leenders · 
Martine Ohr · 
Wietske de Ruiter · 
Florentine Steenberghe · 
Carole Thate · 
Jacqueline Toxopeus · 
Cécile Vinke · 
Ingrid Wolff · 
Mieketine Wouters ·
Coach: Roelant Oltmans